# Орейро, Наталия
Наталия Мариса Орейро Иглесиас Поджио Бурье (исп. Natalia Marisa Oreiro Iglesias Poggio Bourie; 19 мая 1977, Уругвай, Монтевидео) — уругвайская актриса, певица и дизайнер. Мировую известность ей принесла главная роль в аргентинском сериале «Дикий ангел».
Номинантка премии «Latin Grammy» в категории «Лучший женский вокальный поп-альбом» (2001). Она была включена в список «А́тлас самых сексуальных женщин из ныне живущих» журнала Esquire.
С 2011 года — Посол доброй воли ЮНИСЕФ в регионе Рио-де-Ла-Плата (Аргентина и Уругвай).

## Биография
Наталия Орейро родилась 19 мая 1977 года в Монтевидео, Уругвай в семье продавца Карлоса Флоренсио Орейро Поджио и парикмахера Мабель Кристины Иглесиас Бурье. У Наталии есть старшая сестра Адриана, которая владеет магазином модной женской одежды.
Семья прожила два года в Мадриде, Испания, но затем решила вернуться обратно в Уругвай. Старшую школу Наталия посещала в Уругвае, параллельно занимаясь в театральной студии. У неё рано проявились музыкальные задатки. Материальное положение родителей Наталии не дало им возможности оплатить дочери высшее образование, поэтому с подросткового возраста она была вынуждена регулярно посещать различные кастинги в надежде подработать на съёмках рекламы либо музыкального видео. Первый успех её ждал в 14 лет — она попала на ТВ-шоу о путешествиях «Xuxa» («Шуша») — девочка сопровождала ведущую из Бразилии. Во время съемок она побывала на реке Ла-Плата, которой Наталья посвятила песню годы спустя. Заработанные деньги она тратила на билеты до Буэнос-Айреса для себя и для мамы — в столице Аргентины она участвовала в различных кастингах на ТВ. За несколько лет она снялась в дюжине рекламных роликов для таких брендов, как Coca-Cola, Pepsi и Johnson&Johnson.

### Личная жизнь
26 января 2012 года в одной из клиник Буэнос-Айреса Наталия Орейро родила мальчика. Ребёнку дали имя Мерлин Атауальпа.
В разное время СМИ приписывали Наталии в женихи рок-музыканта Ивана Нобле, композитора Андреса Каламаро, танцора Хоакина Кортеса, певца Данте Спинетта и актёра Бенхамина Векунья.
Наталия — большой любитель футбола — в сериалах с её участием часто появляются футбольные мячи, с которыми актриса жонглирует и играет; с самого детства она болеет за футбольный клуб «Рампла Хуниорс» из Монтевидео.
Имеет гражданство Уругвая и подданство Испании. В 2010 году утверждала, что намеревалась получить в придачу к ним и гражданство Аргентины: «Я хочу стать аргентинской гражданкой, потому что эта страна для меня стала всем… Я придерживаюсь левых политических взглядов, и голосую в Уругвае. Но скоро я смогу голосовать и здесь, в Аргентине. Это очень важно для меня». В марте 2019 года заявила о желании получить российское гражданство. 25 октября 2021 года президент России Владимир Путин подписал Указ о принятии в гражданство Наталии Орейро с сыном Мольо Орейро. А в одном из интервью Наталия допустила, что когда станет бабушкой, у неё будет дача в России.

## Карьера

### 1993―2000. Первые роли, дебютный альбом и «Дикий ангел»
В возрасте 16 лет Наталия переехала в Буэнос-Айрес. Там она стала работать виджеем на канале MTV. Практически сразу девушке предложили эпизодические роли в сериалах «Высокая комедия» и «Научиться летать», после чего ей досталась небольшая постоянная роль в сериале «Непокорное сердце», где она встретила свою первую любовь Пабло Эчарри. К этому времени Наталия закончила работать с Шушей и отказалась от предложения стать представителем MTV в Латинской Америке. В 1994 году она сыграла второстепенную роль в сериале «Милая Анна» и одну из главных ролей в сериале «Модели 90-60-90». Но настоящий успех и слава пришли к актрисе в 1996 году благодаря съёмкам в сериале «Богатые и знаменитые», где её партнёром был Диего Рамос.
В 1998 году на экраны вышла романтическая комедия «Аргентинец в Нью-Йорке», положившая начало музыкальной карьере Орейро. Она записала для ленты песню «Que si, que si», которая впоследствии вошла в её дебютный альбом. На съёмках этого фильма Наталия познакомилась с продюсером Густаво Янкелевичем. Узнав, что она не только прекрасная актриса, но и певица, он помог ей выпустить сольный альбом Natalia Oreiro, а затем предложил главную роль в «Дикий ангел» — сериале, прославившим Наталию на четырёх континентах. Сингл из альбома «Cambio Dolor» стал открывающей темой её следующего актёрского проекта — шоу в прайм-тайм «Мунека Брава» (1998—1999). За роль в спектакле «Мунека Брава» Наталья дважды (1998 и 1999 гг.) номинировалась на премию Мартина Фиерро как лучшая актриса в главной роли.
В это же время Наталия заключает контракт с «BMG» на запись дебютного альбома. Запись велась в студиях Буэнос-Айреса и Майами. Альбом спродюсировал Пабло Дюран. В поддержку альбома выпускается промосингл «De Tu Amor», песня достигает успеха на территории Аргентины, Испании и Чили. Альбом, получивший название «Natalia Oreiro», поступил в продажу на территории Аргентины 14 июля 1998 года, в первую неделю было продано 60 тыс. копий, вскоре достигнув двойной платиновой сертификации за продажи в 130 тыс. копий. В январе 1999 года вышла и международная версия альбома. 16 марта 1999 года альбом был выпущен на территории США и Латинской Америки. 3 апреля 2000 года состоялся релиз в странах Европы и Азии. Благодаря таким синглам, как «Cambio dolor», «Me muero de Amor» и «Huracan» Наталия стала ещё более известна, а сам альбом достиг успеха в чартах Испании, Италии, Греции, Польши, Чехии, Словакии, Венгрии, Болгарии, Румынии, России и Израиля. Альбом имеет множество золотых и платиновых сертификаций. В настоящее время в Аргентине продано около 400 тыс. копий пластинок и более 200 тыс. копий в Латинской Америки. В Испании было продано 300 тыс. копий альбома и более 700 тыс. копий — в других странах Европы. Мировые продажи альбома составляют более 1,6 млн копий.
Вскоре после выхода дебютного альбома Наталии досталась главная роль в сериале «Дикий ангел» на канале «Telefe». Съёмки начались в ноябре 1998 года и партнёром Наталии стал Факундо Арана. Именно роль сироты Милагрес из католического монастыря принесла актрисе славу и любовь миллионов фанатов по всему миру. По словам актрисы, она принимала активное участие в создании образа Милагрес и придумывала сценарий. Песня «Cambio Dolor» с дебютного альбома стала заставкой сериала, а «Me Muero de Amor» — любовной темой главных героев сериала. Обе песни были выпущены синглами и стали хитами. «Дикий ангел» имел глобальный успех и транслировался более чем в 130 странах мира. Сериал получил премию «Martin Fierro» в категории «Лучший сериал», а Наталия получает номинацию в категории «Лучшая актриса». В 1999 году Наталия получает награду «Знаменитость года» от канала «E! Entertainment Television». В 2000 году за роль в сериале «Дикий ангел» Орейро получает премии «Viva» в Израиле, «Otto» — в Польше, «Story» — в Венгрии и «Gold Otto» — в Чехии. В 2000 году появляется в камео в сериалах «Вечные поиски» в роли самой себя и «Провинциалка» — в образе Милагорос из Дикого ангела.
Закончив съёмки в «Диком ангеле» в 1999 году, Наталия приступила к записи второго альбома. Альбом записывался в Лос-Анджелесе, Севилье и Буэнос-Айресе. Спродюсировали альбом Пабло Дюран и Фернандо Лопес Росси, работавшие над дебютной пластинкой Наталии. В июне 2000 года Орейро презентует первый сингл «Tu Veneno» и одноимённый видеоклип, который был снят в Лос-Анджелесе (реж: Аарон Уайта и Джо Руссо). В этом клипе она исполнила свою мечту стать героиней комиксов, которая борется со злом. Наталия предстаёт в новом сексуальном образе, вдохновлённой американской моделью Бетти Пейдж: треугольная чёлка и откровенные наряды. Сингл достиг первых строчек в странах Латинской Америки и Европы. В США сингл достиг 26 строчки в чарте «Latin Pop Airplay» журнала «Billboard».

### 2000—2005. АльбомыTu VenenoиTurmalina

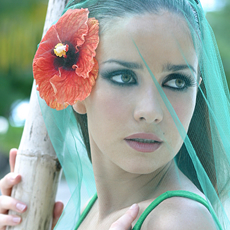
Орейро в 2001 году

В 2001 году видеоклип получил номинацию на премии MTV Video Music Awards Latinoamerica. Одноимённый альбом «Tu Veneno» выходит 8 августа 2000 года в Аргентине, 22 августа — в странах Европы и Азии, 26 августа — в США и в Латинской Америке. Он был продан в количестве 600 тыс. копий в Аргентине, 800 тыс. копий — в Испании, 1,5 млн копий — в Европе, 500 тыс. копий — в Азии и 250 тыс. копий — в странах Латинской Америки. Альбом стал самым коммерчески успешным релизом Орейро. Мировые продажи составляют более 3,6 млн. Альбом имел критический успех и был номинирован на премию Latin Grammy 2001 года в категории «Лучший женский вокальный поп-альбом», но уступил альбому «Mi Reflejo» Кристины Агилеры, тем самым сделав Наталию первым номинированным артистом из Уругвая. В начале 2001 года выходит второй сингл с альбома «Rio De La Plata», видеоклип был снят в Монтевидео и является автобиографичным (реж: Хосе Луис Мазза). Сингл также был успешен в чартах и стал одной из визитных карточек в музыкальной карьере Наталии. Заключительным синглом с альбома стала композиция "Como te Olvido", лирическая баллада о любви. Видеоклип вышел в середине 2001 года и был снят в замке Бран в Румынии (реж: Тудор Джурджу). В 2001 году Наталия получает премии «Стопудовый хит» (Россия) и «Серебряная чайка» (Чили) в категории «Лучшая певица».
29 января 2001 года Наталия отправляется в своё первое крупное гастрольное турне. Певица дала концерты в Аргентине, Уругвае, Чили, Колумбии, Венесуэле, США, Испании, Польше, Венгрии, Чехии, Греции, Болгарии, Турции и России.
В 2002 году Наталия в очередной раз кардинально меняет имидж и предстаёт перед зрителями рыжеволосой в сериале «Качорра» вместе с Пабло Раго. Сериал был тепло принят зрителями и критиками, отметившими комедийный талант Орейро. Наталия номинируется на премию «Martin Fierro» в категории «Лучшая комедийная актриса». Заглавная тема сериала «Cuesta arriba, cuesta abajo» стала первым синглом в поддержку предстоящего третьего сольного альбома. В июне 2002 года Орейро презентует новый альбом «Turmalina», спродюсированный Кике Сантандер, ранее работавший с такими артистами, как Глория Эстефан, Марк Энтони и Дженнифер Лопес. Следующим синглом стала поп-рок композиция «Que digan lo que quieran». В клипе Наталии предстаёт в образе супергероини Турмалины, защищающей планету от экологической катастрофы. Заключительным синглом стала баллада «Por Verte Otra Vez». Альбом имел огромный успех в чартах Аргентины, Уругвая, Чили, Испании, Польши, Чехии, Турции, России и Израиля. Количество проданных дисков превысило 1,5 млн. В январе 2003 года Наталия отправляется в мировое турне «Tourmalina-2003» и даёт концерты в 14 странах мира.
В 2003 году Наталия возвращается в большое кино в фильме «Клеопатра». Партнёрами Орейро стали легенда аргентинского кино Норма Алеандро и Леонардо Сбаралья. Ради роли пришлось похудеть и остричь волосы «под ёжик» прямо на съёмках. Фильм получил одобрение зрителей и признание критиков, а Орейро — номинацию на премию «INTE».
В 2004 году Наталия возвращается на канал «Telefe» и приступает к съёмкам в сериале «Желание». Наталия начинает заниматься акробатикой ради роли цирковой артистки Кармен, снова кардинально меняет имидж и становится блондинкой. Для заставки Наталия записывает песню «Light my fire» рок-группы «The Doors». Сериал имел невысокие рейтинги и был закрыт после 68 серий. В СМИ активно пишут о провале сериала. В этом же году Орейро можно было увидеть в короткометражке «Война гимназий».
В 2005 году Орейро можно было увидеть в эпизоде «Балерина в розовом и зелёном» сериала «Трофеи» на канале «El Trece», где она сыграла нетипичную роль преступницы, и в юмористическом шоу «Уругвайцы».
В 2005 году Орейро согласилась на главную роль в российском сериале «В ритме танго», сценарий был специально написан под актрису. Помимо Наталии, в сериале снялись Валерий Николаев, Ольга Погодина и Артём Панчик. Премьера сериала состоялась в июне 2006 года на Первом канале.

### 2006—2014. Сериал «Ты — моя жизнь», большое кино и другие работы

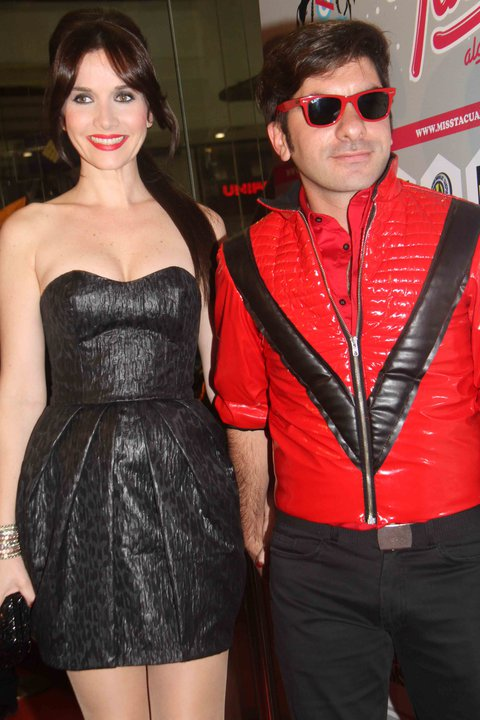
Наталья с режиссёром, Мартином Састре

В 2006 году на канале «El Trece» выходит сериал «Ты — моя жизнь», где партнёром Наталии снова стал Факундо Арана. Для заставки сериала Орейро записывает песню «Corazon Valiente» из репертуара трагически погибшей певицы Джильды. Сериал имел оглушительный успех и транслировался во многих странах мира. За свою роль Наталия получила свою первую премию «Martin Fierro» в номинации «Лучшая комедийная актриса». Работа в сериале отложила запись четвёртого сольного альбома Наталии. В этом же году она сыграла роль журналиста в фильме «Фильмец».
В 2007 году она снялась в короткометражной картине «Прощание» и в камео в подростковом сериале «Гадкий утёнок».
В 2008 году вышел фильм «Возможные жизни», снятый ещё в 2005 году. За свою роль Наталия была номинирована на премию «Серебряный кондор» в категории «Лучшая актриса второго плана». В этом же году выходит сериал «Аманда О» — первая теленовелла, снятая специально для интернета. Партнёром Наталии стал Лусиано Кастро. Сериал показывался на сайте «Novebox.com», а после транслировался на аргентинском канале «America TV». За свою роль Орейро была в очередной раз номинирована на премию «Martin Fierro» в категории «Лучшая комедийная актриса». В 2010 году телеканал «СТС» продемонстрировал 5 серий русской адаптации сериала. В главной роли Наталию Орейро заменила актриса Анастасия Заворотнюк. Российская теленовелла не имела успеха и была снята с эфира.
В 2009 году Наталия вместе с Диего Перетти и Нормой Алеандро снимается в комедии «Музыка в ожидании». Фильм был хорошо принят зрителями и с успехом шёл в прокате. За свою роль Наталия получила очередную номинацию на премии «Серебряный кондор». В этом же году на Венецианском кинофестивале состоялась премьера фильма «Франция» аргентинского режиссёра Адриана Каэтано, где одну из главных ролей сыграла Наталия Орейро. Фильм получил специальное упоминание жюри на 57-м фестивале кино в Сан-Себастьяне и специальную премию жюри на 35-м фестивале ибероамериканского кино в Уэльве (Испания).
В 2010 году в прокат выходит фильм-мюзикл «Мисс Такуарембо» уругвайского режиссёра-дебютанта Мартина Састре, с Наталией Орейро в главной роли. Фильм был высоко оценён и хорошо показал себя в прокате. За роль в картине Наталия получила премию «IRIS» и номинацию от «Ассоциации кинокритиков Уругвая».
В 2011 году в прокат выходит комедия Ариэля Винограда «Моя первая свадьба». Главные роли исполнили Наталия Орейро и Даниэль Эндлер. В этом же году она появляется в камео в одном из эпизодов сериала «Когда ты мне улыбаешься».
В 2011 году Орейро играет роль подпольной активистки левоперонистской партизанской организации «Монтонерос» и матери главного героя в фильме «Подпольное детство». Фильм был номинирован на испанскую премию «Гойя», а также был выдвинут от Аргентины на соискание премии «Оскар» в номинации «Лучший фильм на иностранном языке» на 85-й церемонии вручения, но не попал в итоговое число номинантов.
Мировая премьера фильма состоялась в мае 2012 года на Каннском кинофестивале в секции «Две недели режиссёров». За свою роль в картине Наталия Орейро была отмечена премией «Серебряный кондор», премией «Sur» и премией кинофестиваля «Fine Arts» (Доминикана).
В 2012 году на канале «Moviecity» выходит колумбийский сериал «Линч» с Наталией Орейро и Хорхе Перугоррия в главных ролях.
21 мая 2013 года на Каннском кинофестивале, в секции «Особый взгляд» состоялась мировая премьера фильма «Вакольда», режиссёра Лусии Пуэннсо. Главные роли исполнили Наталия Орейро, Диего Перетти и Алекс Брендемюль. Картина была тепло принята критиками и имела ограниченный прокат в кинотеатрах США и Европы, в международном прокате фильм был локализован как «Немецкий доктор». Картина участвовала во множестве кинофестивалей и даже была выбрана, чтобы представлять Аргентину на премии Оскар, но не попала в итоговый шорт-лист.
В 2013 году Наталия снялась в комедийном сериале «Только ты». Партнёром Орейро стал Адриан Суар. Сериал имел высокие рейтинги и был тепло принят критиками. За роль Авроры Наталия получила вторую премию «Martin Fierro» в категории «Лучшая комедийная актриса».

### 2014 ― настоящее время. Тур «Наша Наташа» и фильм «Джильда. Я не жалею об этой любви»
В 2014 году Наталия возобновила свою музыкальную карьеру, выступив в турне по Восточной Европе под названием «Наша Наташа». Она выступила в общей сложности в 19 российских городах. Самый крупный концерт прошёл в спорткомплексе "Олимпийский" в Москве, он побил рекорд, собрав более 60 тысяч человек.
Позже она записала русскую версию песни «Me muero de amor» с видеоклипом, в котором снялся Факундо Арана.
В 2015 году Наталия вновь вернулась на телевидение и снялась в драматическом сериале «Среди каннибалов». Режиссёром стал обладатель премии «Оскар» Хуан Хосе Кампанелла, а партнёрами Наталии стали Бенхамин Викунья и Хоакин Фурриель. В ноябре того же года она выступила в Санкт-Петербурге на фестивале «Супердискотека 90-х».
7 июня 2018 года Наталия Орейро была на Авторадио и в программе «Мурзилки LIVE» представила песню «United by Love», записанную для поклонников чемпионата мира по футболу в России. В песне присутствуют слова и фразы на трёх языках — английском, испанском и русском. В ней рассказывается о мире, любви и о том, как важно всем объединиться для такого крупного и популярного события, как чемпионат мира. В создании трека «United by Love» приняли участие такие известные продюсеры, как Этторе Гренчи и Диего Кордоба, ранее работавшие с Деми Ловато, Марком Энтони, Арианой Гранде, Меган Трейнор и многими другими. Песня сочетает в себе жанры поп, урбан, кумбия и кандомбе, дополненные русскими элементами — балалайкой и аккордеоном. Во всём мире релиз песни состоялся в пятницу 18 мая.
В 2018 году она являлась членом жюри Международного фестиваля искусств  «Славянский базар в Витебске».
В 2019 году в качестве специального гостя она выступила на Международном конкурсе молодых исполнителей популярной музыки «Новая волна» в Сочи.

## Общественная деятельность
14 марта 2007 года Наталия Орейро приняла участие в кампании против торговли людьми и выпустила благотворительный сингл «Esclava». В видеоклипе рассказывается история девушки, ставшей жертвой торговли людьми.
В июне 2010 года она приняла участие в кампании за легализацию однополых браков.
9 сентября 2011 года было объявлено о том, что Наталия Орейро стала Послом доброй воли ЮНИСЕФ в регионе Рио-де-Ла-Плата, то есть в Аргентине и Уругвае.
В декабре 2011 года, будучи на 8 месяце беременности, она снялась обнажённой в рекламной кампании «Greenpeace» против вырубки аргентинских лесов.
В 2021 году призвала прививаться российской вакциной «Спутник V» с целью профилактики коронавирусной инфекции.
1 марта 2022 года выступила за прекращение боевых действий на Украине и выложила чёрную фотографию со словами «Мир» на двух языках — русском и испанском в своем Instagram.

## Коммерческие проекты
Las Oreiro — дизайнерская одежда двух сестёр и партнёров Адрианы и Наталии.

## Фильмография

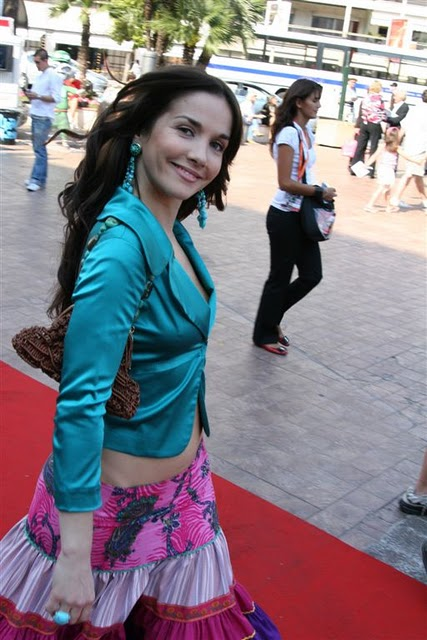
Наталия Орейро в Каннах в 2007 году

| Год       |   | Русское название                | Оригинальное название                | Роль                                    |
| --------- | - | ------------------------------- | ------------------------------------ | --------------------------------------- |
| 1992      | с | Высокая комедия                 | Alta comedia                         | Флоренсия                               |
| 1994      | с | Научиться летать                | Apender a volar                      | Моника                                  |
| 1994      | с | Непокорное сердце               | Inconquistable corazón               | Виктория                                |
| 1995      | с | Нежная Ана                      | Dulce Ana                            | Вероника                                |
| 1996      | с | Модели 90-60-90                 | 90-60-90 modelos                     | Лусия Перальта                          |
| 1997      | с | Богатые и знаменитые            | Ricos y famosos                      | Валерия Гарсия Мендес де Салерно        |
| 1998      | с | Касабланка                      | Ojitos verdes                        | Роса                                    |
| 1998      | ф | Аргентинец в Нью-Йорке          | Un argentino en New York             | Вероника де Риччи                       |
| 1998      | с | Дикий ангел                     | Muñeca brava                         | Милагрос Эспосито                       |
| 2000      | с | Вечные поиски                   | Los buscas del siempre               | камео                                   |
| 2000      | с | Провинциалка                    | Cabecita                             | камео                                   |
| 2002      | с | Качорра                         | Kachorra                             | Антония Герреро                         |
| 2003      | ф | Клеопатра                       | Cleopatra                            | Сандра                                  |
| 2004      | с | Желание                         | El Deseo                             | Кармен                                  |
| 2005      | с | Трофеи                          | Botines                              | Рене                                    |
| 2005      | ф | Война гимназий                  | La guerra de los gimnasios           | телеактриса                             |
| 2006      | с | В ритме танго                   | В ритме танго                        | Наталия Соланос                         |
| 2006—2007 | с | Ты — моя жизнь                  | Sos mi vida                          | Эсперанса Муньос «Монита»               |
| 2007      | с | Гадкий утёнок                   | Patito feo                           | Патрисия Гонсалес                       |
| 2007      | ф | Фильмец                         | La peli                              | Лола Монтеро                            |
| 2007      | ф | Возможные жизни                 | Las vidas posibles                   | Марсия Микони                           |
| 2008—2009 | с | Аманда О                        | Amanda O                             | Аманда О                                |
| 2009      | ф | Музыка в ожидании               | Música en espera                     | Паула Отеро                             |
| 2009      | ф | Франция                         | Francia                              | Кристина Марсела                        |
| 2010      | ф | Мисс Такуарембо                 | Miss Tacuarembó                      | Наталия Прато «Кристал» / Кандида Лопес |
| 2011      | ф | Моя первая свадьба              | Mi primera boda                      | Леонора Кампос                          |
| 2011      | с | Когда ты мне улыбаешься         | Cuando me sonreis                    | Леонора Кампос                          |
| 2011      | ф | Подпольное детство              | Infancia clandestina                 | Чаро                                    |
| 2012      | ф | Прощание                        | La despedida                         | Сильвина                                |
| 2012      | с | Тёмный ангел                    | Lynch                                | Исабель Рейес / Мариана                 |
| 2013      | с | Только ты                       | Solamente vos                        | Аврора Андрес                           |
| 2013      | ф | Вакольда                        | Wakolda                              | Ева                                     |
| 2015      | с | Среди каннибалов                | Entre caníbales                      | Ариана Мендоса                          |
| 2016      | ф | Джильда: Не жалею об этой любви | Gilda: No me arrepiento de este amor | Джильда                                 |
| 2016      | ф | Последние                       | Los Ultimos                          | доктор Ортега                           |
| 2018      | ф | Чокнутая                        | Re Loca                              | Пилар                                   |
| 2021      | ф | Вошебная ночь                   | La Noche Magica                      | Кира Дамато                             |
| 2021      | ф | Красные                         | Las Rojas                            | Констанция Кордоба                      |
| 2021      | ф | Ненастоящий папа                | Hoy se arregla el mundo              | Сильвина Ласарте                        |
| 2022      | с | Йоси, раскаявшийся шпион        | Iosi, el espia arrepentido           | Клаудиа                                 |
| 2022      | с | Святая Эвита                    | Santa Evita                          | Эва Перон                               |

## Дискография

### Студийные альбомы
- Natalia Oreiro (1998)
- Tu Veneno (2000)
- Turmalina (2002)

### Саундтреки
- 1998: Un Argentino en New York
- 2010: Miss Tacuarembó
- 2016: Gilda: No Me Arrepiento de Este Amor

### Синглы
- 1998 — Que si, que si
- 1998 — De Tu Amor
- 1998 — Cambio dolor
- 1998 — Me Muero De Amor
- 2000 — Tu Veneno
- 2000 — Rio De La Plata
- 2000 — Como Te Olvido
- 2002 — Que digan lo que quieran
- 2002 — Cuesta arriba, cuesta abajo
- 2007 — Esclava
- 2010 — What A Feeling
- 2013 — Todos Me Miran
- 2014 — Me muero de amor
- 2016 — No Me Arrepiento de Este Amor
- 2016 — Corazón Valiente
- 2018 — United by Love (Russia 2018)
- 2018 — Mi pobedim (Мы победим!)

## Награды и номинации
| Награды и номинации                                      | Награды и номинации | Награды и номинации                          | Награды и номинации      | Награды и номинации |
| Награда                                                  | Год                 | Категория                                    | Фильм                    | Итог                |
| -------------------------------------------------------- | ------------------- | -------------------------------------------- | ------------------------ | ------------------- |
| Academy of Motion Picture Arts and Sciences of Argentina | 2009                | Лучшая актриса                               | Музыка в ожидании        | Номинация           |
| Argentinean Film Critics Association Awards              | 2009                | Лучшая актриса второго плана                 | Возможные жизни          | Номинация           |
| Argentinean Film Critics Association Awards              | 2010                | Лучшая актриса                               | Музыка в ожидании        | Номинация           |
| Clarin Entertainment Awards                              | 2006                | Лучшая комедийная актриса — телевидение      | Ты — моя жизнь           | Номинация           |
| INTE Awards                                              | 2003                | Актриса года                                 |                          | Номинация           |
| Premios Martín Fierro                                    | 1998                | Лучшая актриса — драма                       | Дикий ангел              | Номинация           |
| Premios Martín Fierro                                    | 1999                | Лучшая актриса — драма                       | Дикий ангел              | Номинация           |
| Premios Martín Fierro                                    | 1999                | Лучший саундтрек                             | Дикий ангел              | Номинация           |
| Premios Martín Fierro                                    | 2003                | Лучшая актриса в комедии                     | Дикий ангел: Возвращение | Номинация           |
| Premios Martín Fierro                                    | 2006                | Лучшая актриса в комедии/историческом фильме | Ты — моя жизнь           | Победа              |
| Premios Martín Fierro                                    | 2007                | Лучшая актриса — комедия                     | Ты — моя жизнь           | Номинация           |
| Premios Martín Fierro                                    | 2008                | Лучшая актриса — комедия                     | Аманда О                 | Номинация           |
| Premios Martín Fierro                                    | 2014                | Лучшая актриса — комедия                     | Только ты                | Победа              |